# 豊木駅
豊木駅（とよきえき）は、岐阜県揖斐郡大野町にあった名古屋鉄道谷汲線の駅である。

## 歴史
谷汲線は谷汲鉄道の路線として1926年（大正15年）に開業し、その時に開設された駅である。谷汲鉄道は1944年（昭和19年）に名古屋鉄道に吸収されるが、同年より当駅は休止となる。戦後に営業は再開したものの、谷汲線は2001年（平成13年）に全線が廃止され、それとともに廃駅となった。
- 1926年（大正15年）4月6日 - 谷汲鉄道の黒野駅 - 谷汲駅間の開業により開設[2][3]。
- 1944年（昭和19年）
  - 3月1日 - 谷汲鉄道の名古屋鉄道への合併により同社の谷汲線の駅となる[3]。
  - 日時不明 - 営業休止[4]。
- 1946年（昭和21年）9月15日 - 営業再開、無人駅となる[5]。
- 2001年（平成13年）10月1日 - 谷汲線廃止とともに廃駅。

## 駅構造
- 廃止時は単式ホーム1面1線で、列車交換は不可能だった。以前は島式ホームであり、棒線駅となった後も用地は残されていた[6]。

### 配線図
| ← 谷汲方面 | 豊木駅 構内配線略図 | → 黒野方面 |
| 凡例 出典: |                     |            |

## 利用状況
- 『名古屋鉄道百年史』によると1992年度当時の1日平均乗降人員は224人であり、この値は岐阜市内線均一運賃区間内各駅（岐阜市内線・田神線・美濃町線徹明町駅 - 琴塚駅間）を除く名鉄全駅（342駅）中313位、 揖斐線・谷汲線（24駅）中12位であった[1]。

## 隣の駅
名古屋鉄道
谷汲線
黒野北口駅 - 豊木駅 - 稲富駅